# Половина (Эстония)
Поло́вина (эст. Polovina), ранее также Боло́вино (эст. Bolovino), Бало́вина, Поло́винна (эст. Polovinna) и Поло́вино (эст. Polovino) — деревня в волости Сетомаа уезда Вырумаа, Эстония. Исторически относится к нулку Юле-Пелска.
До административной реформы местных самоуправлений Эстонии 2017 года входила в состав волости Меремяэ (упразднена).

## География и описание
Расположена в 27 километрах к востоку от уездного центра — города Выру — и в 18 километрах к юго-западу от волостного центра — посёлка Вярска. Высота над уровнем моря — 94 метра.
Климат переходный от морского к континентальному. Официальный язык — эстонский. Почтовый индекс — 65380.

## Население
По данным переписи населения 2021 года, в Половина насчитывалось 6 жителей (3 мужчин и 3 женщины), из них 5 (83,3 %) — эстонцы.
По данным переписи населения 2011 года, в деревне проживали 13 человек, все — эстонцы (сету в перечне национальностей выделены не были).
Численность населения деревни Половина по данным переписей населения СССР и Департамента статистики Эстонии:
| Год  | 1959 | 1970 | 1979 | 1989 | 2000 | 2011 | 2017 | 2018 | 2019 | 2020 | 2021 |
| ---- | ---- | ---- | ---- | ---- | ---- | ---- | ---- | ---- | ---- | ---- | ---- |
| Чел. | 31   | ↘ 20 | ↗ 67 | ↘ 39 | ↘ 17 | ↘ 13 | ↘ 10 | ↗ 14 | ↘ 11 | ↘ 9  | ↘ 6  |

## История
В письменных источниках возможно 1652 года упоминается Больино, прим. 1790 года — Боловина, прим. 1866 года — Баловина, 1882 года — Боловино, 1885 года — Болвино, 1904 года — Polovinna, Боло́вино, 1920 года — Polovina, 1923 года — Bolovino.
На военно-топографических картах Российской империи (1846–1867 годы), в состав которой входила Лифляндская губерния, деревня обозначена как Баловина.
В XVIII веке деревня относилась к Тайловскому приходу (эст. Taeluva kihelkond), в XIX веке была частью общины Уланово.
С деревней Половина в 1977 году, в период кампании по укрупнению деревень, была объединена деревня Мелдува (эст. Melduva) (на местном диалекте Мельдова).

## Происхождение топонима
Объяснение эстонского этнографа и языковеда Юри Труусманна исходит от латышского слова «бальва» (латыш. balva) — «приз», «награда».
По мнению лингвиста Тартуского университета Анжелики Штейнгольде, происхождение названия Поло́вино можно объяснить добавочным личным именем Поло́ва («мякина»). В Карелии и Архангельской области России есть деревни Половина. Довольно часто также в России встречается название деревень Боловино, например, деревня с таким названием есть в соседней с Сетомаа Псковской области.

## Достопримечательности
В деревне находится часовня сету (на местном диалекте — цяссон) Мелдова.

## Комментарии
1. ↑  Эстонские топонимы, оканчивающиеся на -а, не склоняются и не имеют женского рода (исключение — Нарва)[7].